# Buckie
Buckie är en ort i Storbritannien.   Den ligger i kommunen Moray och riksdelen Skottland, i den norra delen av landet, 700 km norr om huvudstaden London. Buckie ligger 28 meter över havet och antalet invånare är 7 860.
Terrängen runt Buckie är varierad. Havet är nära Buckie åt nordväst. Runt Buckie är det ganska tätbefolkat, med 166 invånare per kvadratkilometer. Buckie är det största samhället i trakten. 